# Långsjön (Frustuna socken, Södermanland, 655593-158645)
Långsjön är en sjö i Gnesta kommun i Södermanland och ingår i Trosaåns huvudavrinningsområde. Sjön har en area på 0,327 kvadratkilometer och ligger 54,5 meter över havet.

## Delavrinningsområde
Långsjön ingår i det delavrinningsområde (655610-158637) som SMHI kallar för Utloppet av Långsjön. Medelhöjden är 61 meter över havet och ytan är 1,73 kvadratkilometer. Det finns ett avrinningsområde uppströms, och räknas det in blir den ackumulerade arean 2,02 kvadratkilometer. Vattendraget som avvattnar avrinningsområdet har biflödesordning 2, vilket innebär att vattnet flödar genom totalt 2 vattendrag innan det når havet efter 38 kilometer. Avrinningsområdet består mestadels av skog (74 procent). Avrinningsområdet har 0,38 kvadratkilometer vattenytor vilket ger det en sjöprocent på 22,2 procent.